# Petrewene
Peszterna (bułg. Петревене) – wieś w Bułgarii, w obwodzie Łowecz, w gminie Łukowit. Według danych szacunkowych Ujednoliconego Systemu Ewidencji Ludności oraz Usług Administracyjnych dla Ludności, 15 września 2022 roku miejscowość liczyła 705 mieszkańców.

## Historia
Pod koniec XVIII w. pojawiły się w okolicy bandy hajduszowe oraz bandy kyrdżalskie. Około Bożego Narodzenia 1799 roku słynny odrodzeniowiec i biskup św. Sofroniusz Wraczański, znalazł schronienie przed bandami kyrdżalskimi w monasterze Karłukowskim. 